# Frenelles-en-Vexin
Frenelles-en-Vexin is een gemeente in het Franse departement Eure (regio Normandië). De plaats maakt deel uit van het arrondissement Les Andelys. Frenelles-en-Vexin is op 1 januari 2019 ontstaan door de fusie van de gemeenten Boisemont, Corny en Fresne-l'Archevêque. De gemeente telde 1.690 inwoners op 1 januari 2022.

## Geografie
De oppervlakte van Frenelles-en-Vexin bedroeg op de hierboven genoemde datum 29,06 vierkante kilometer; de bevolkingsdichtheid was toen 58,2 inwoners per km².

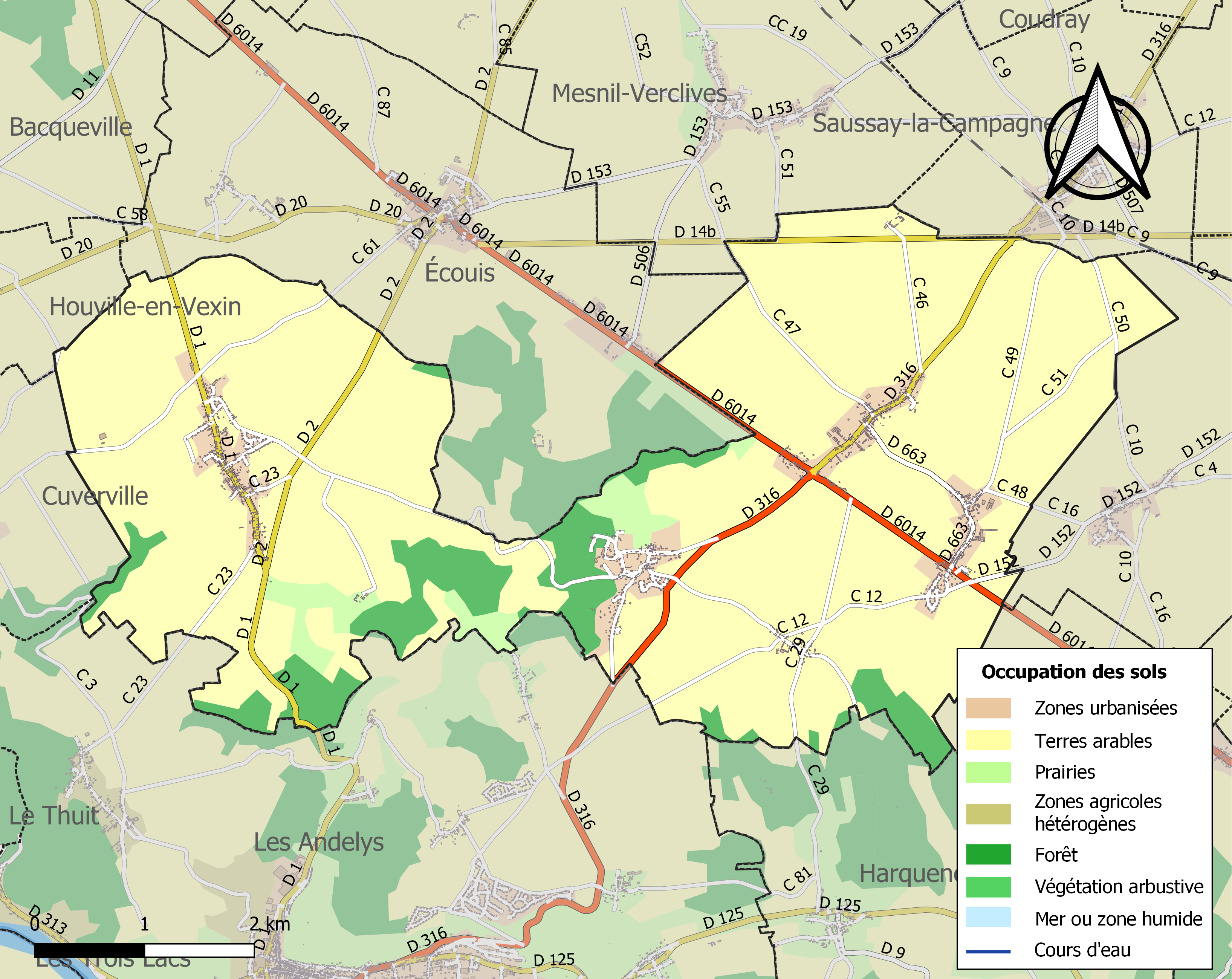
Kaart van de gemeente met belangrijkste infrastructuur, bodemgebruik en omliggende gemeenten